# 인과율 (철학)
인과율(因果律, 영어: Causality)이란 어떤 상태(원인)에서 다른 상태(결과)가 필연적으로 일어나는 경우의 법칙성을 일컫는다. 인과 혹은 인과성(因果性)이라고도 한다. 
인과의 개념에서 원인이란 용어는 결과라는 용어를 떼놓을 수 없다. 원인은 시간적으로 결과에 선행하고 이를 발생시키지만, 기본적으로 모든 현상이 그것에 뒤이어 일어나는 현상과 인과적 연관을 맺고 있다는 것을 의미하지는 않는다. 예를 들어, 밤은 아침에 선행하기는 하지만 아침의 원인은 아니다. 원인과 결과라는 개념 자체가 사회적 실천과정과 세계에의 인식과정에서 만들어진 것이다. 모든 현상에는 반드시 원인이 있다. 세계의 모든 현상이 인과적으로 제약당하고 있다는 명제는 인과관계를 표현하는 명제 그 자체이다.
보통 어떤 사건이 발생했을 때, 그 사건을 야기시킨 조건이 인정된다면 그 조건은 원인으로 간주된다. 인과 조건에서 'A가 B의 원인이다'라는 문장은 두 사건이 각각 독립적이라는 것과 두 사건이 모두 실재했다는 것을 전제한다. 그러므로 인과적 필요 조건이란 결과의 발생을 위해서는 필수적인 조건이다. 곧 인과적 필요 조건은 그 조건이 발생하지 않았을 때, 그에 따른 결과 역시 발생하지 않는다는 것을 암시한다.

## 동양에서의 인과율
인과율이 세상을 바라보는 인식론 중 가장 보편적인 성격을 가졌다는 측면에서, 인과율은 동양에도 물론 존재한다. 동양에서 흔히 다루어질 때는 원인 때문에 결과가 발생한다는 일종의 동기론적 관점에서 부각되었다. 보통 불교의 연기설이 가장 유명하고 알려져 있는데, 이것은 그러나 불교의 독창적 개념은 아니며 고대 인도의 사상으로부터 큰 영향을 받았다. 고대 인도의 인과응보와 같은 인과율의 개념을 불교가 이어받아, 그것을 모든 세상만사로 적용시킨 것이다. 종교로서 인과율에 영향을 받은 동양 사람들은 인간 개개인이 상호 교섭되어 있음을 명심하여 개인이 전체를 망각해서는 안 된다고 생각했다.

### 불교
불교에서 인과란 원인과 결과를 합쳐 말하며, 그 둘을 별개로 보지 않는다. 또한 그 사이에 존재할 조건들 역시 배제하지 않는다. 그 사이의 조건들을 불교에서는 연이라고 부른다. 원인은 연을 사이에 두고 결과를 맺고, 모든 결과는 다시 원인과 연결된다. 이러한 시각을 통해, 불교는 존재하는 모든 존재들이 서로 상호관계를 맺고 있다고 본다. 또한 모든 원인과 결과를 유동적인 것으로 간주한다. 이 두 시점을 합쳐 보면 이 세상에 우연한 것은 존재하지 않는다. 결과가 곧 원인이고, 원인이 곧 결과이다. 불교에서는 이 인과율의 적용을 현재의 삶에만 적용하지 않고 내세로까지 확장시킨다. 그렇기 때문에 불교에서는 이번 삶에서 나쁜 일을 하면 다음 생에 좋지 못한 존재로 태어난다고 설파하는 것이다. 이 원리는 단순히 세상에만 적용되지 않는다. 이 원리가 자기 자신에게 적용될 때, 자기 자신이라는 존재 역시 끊임없이 변하는 존재이고, 우연히 변하는 것이 아니게 된다. 불교의 입장에서 사람들이 자신의 변화에 집착하는 것은, 근본을 보지 않고 형상에 집착하는 것과 같은 일이다. 그러므로 연기론을 통한 이 인과율을 통해 자신이 없다는 무아를 알게 되면 자신만을 아는 집착하는 삶이 아닌 그 이상의 삶을 보게 되는 것이다. 불교에서는 색계와 무색계 속에 '나'를 비롯한 모든 것이 포함되어 있다고 보았고 바로 여기에 관련된 법칙이 연기라고 보았다. 그러므로 불교에서는 선악의 행위가 주는 결과를 결코 무시하지 않으며 곧 이를 통해 인과응보의 정당성을 설명한다. 한마디로, 불교에서는 인과율이라는 개념을 '이 세상 어떠한 것도 단일로 독립되어 있는 것은 없다'라는 연기의 원리로 승화시켰다고 볼 수 있다. 그러나 이러한 내용이 다가가기 어려우며 특유의 추상성을 없애지 못했기 때문에 불교에서 관련 가르침을 설파할 때 여러 어려움이 존재하였다. 그렇기에 불교는 내적으로 교리를 발전해나가 인을 여섯 개로, 연을 네 개의 연으로, 과를 다섯 개의 과로 구분하여 인과관계의 복잡성을 풀어내려 시도했다. 후의 대승불교에서는 이를 받아 더 체계적으로 발전시켰다. 또한 삼보라 하여, 과보가 나타나는 시기를 세 개로 나누어 설명했다. 즉시로 나타나는 순현보, 다음 시기에 나타나는 순생보, 나타나기는 하지만 언제인지는 일정하지 않은 순후보가 그것이다. 한국에서는 불교 윤리 중 인과에 관한 전반적인 내용이 들어와 나름의 독자성을 띠며 발전하였다. 삼국 초전기 불교의 중심사상은 업설이었다고 볼 수 있는데, 이 이유는 윤리보다는 정치적인 이유 때문이었다. 이 사상들의 도입은 발전되면서 우리나라의 문화에 많은 영향을 주었다. 우리가 흔히 알고 있는 보시나, 보은 같은 개념들도 여기에서 나왔다.

### 인도
고대 인도에서는 이미 나쁜 일을 하면 벌을 받고, 착한 일을 하면 상을 받는다는 일종의 인과응보의 개념을 이야기하였다. 인도 철학 체계를 보면, 인생의 고통과 한계들로부터 해탈을 얻고자 하며 인과율도 이런 맥락에서 이야기되었다. 인도에서는 인간에게의 여러 근본적인 물음, 특히 그 중에서 인과율과 관련해 인과율이 무엇인가? 와 같은 물음을 던졌다. 이러한 물음은 서양의 근본적인 물음과 겉으로는 같을지 몰라도 그들이 이러한 질문의 대답을 하는 목적은 서양처럼 세계를 향한 호기심 충족 때문이 아니라 속박 그 자체를 극복하는 수단을 발견하기 위하서였다. 그들의 이 연구는, 베나레스의 초전법륜에서 석존이 공표한 사성제 안에서 이미 증명이 되었다. 고(고통)가 있다라는 첫째 진리가 인간의 상태를 속박의 상태로 보며, 두 번째 진리는 이런 속박이 바로 연생된 것을 선언하며, 세 번째 진리는 무명과 취착이 근본적인 원인이라고 말한다. 네 번째 진리는 팔정도를 따르면 해탈이 가능하다는 것이다.
근본적으로 인도 내에 두 가지 종류의 인과론으로 강이론과 약이론이 있다. 강인과론은 바로 결과라는 것이 이미 원인 안에 존재하여 그 포함관계가 외부로 나타난다고 본다. 결과는 새로운 실재이며 과거에 존재하고 있었던 실재의 인과력에 의해 생겨나는 것이다. 이런 견해는 니야야-바이쉐시카와 프라브하카라 미맘사 체계에 의해 주장되었으며 다원론적 형이상학을 유지한다. 인도말로는 사트카리야바다이며 한국말로 번역될 때 인중유과론으로 번역되기도 한다. 사트카리야바다에서 대표적인 학파는 상키아 학파가 있다. 약이론은 결과는 원인과 별개라고 본다. 더 구체적으로 말하자면, 결과가 그 출현 이전에 이미 원인 속에 별개의 존재로 있었다고 본다. 이들은 어떤 새로운 실재는 생성되지 않는다고 본다. 한국말로 인중무과론이라고 번역되기도 한다. 샹키아-요가와 베단타 철학자들은 이런 약 인과론을 받아들여, 어떻게 세계 전체가 단순히 시원적인 프라크리티의 전변(상키야)이거나 브라흐만의 화현(베단타)인가를 설명할 수 있었다. 이 두 이론은 변화에 책임이 있는 원인과 결과 사이의 관계를 설명하려는 인도 철학의 시도이다.

## 서양에서의 인과율
인과성은 세계 전체에 걸쳐 가장 일반적인 관계이다. 그렇기에 예전부터 그 이해를 둘러싸고 서양에서는 유물론과 관념론 사이의 세계관상의 대립이 벌어지게 되었고, 또 변증법적 이해와 형이상학적 이해의 대립도 보인다. 서양 철학에서 이것의 논의는 최소한 아리스토텔레스까지 거슬러 올라간다. 근대철학에 있어서는 근본적인 문제 설정은 주체와 객체의 이분에서 비롯되었다. 현대의 철학계에서도 중요한 주제로 남아 있다.

### 유물론에서의 인과율
현상이 인간의 의지나 의식과는 독립되어 객관적인 인과성을 갖고 있다고 본다. 변증법적 유물론에서 인과적 연관은 보편적 성격을 갖는다. 어떠한 최종적인 결과를 갖지 않는 결과는 존재할 수 없으며, 또한 어떠한 최초의 원인을 지니지 않은 원인은 있을 수 없는 것이다. 즉 어떠한 현상이라도 그 현상의 원인은 우리가 인식하지 못한 것과 별개로 그 자체로 독립하여 객관적으로 존재하는 것이다. 유물론적 인과율을 보았을 때, 어떤 하나가 원인으로 다른 하나를 결과로 낳기 위해서는 원인이 결과보다 앞서야 하며 원인이 결과를 발생시켜야 하며 마지막으로 원인이 결과를 '필연적으로' 발생시킬 것 등의 특성이 있어야 한다. 변증법적 유물론에서 인과관계를 결정짓는 것은 객관적 실재가 갖는 법칙성이다. 법칙은 대상들이 서로 관계를 맺는 양식이며 안정적이고 반복적이고, 본질적이며 필연적인 관계들을 의미한다. 변증법적 유물론에서의 인과관계에서 원인은 어떤 법칙적 지배관계 속의 원인만이 아니라 스스로 새로운 것을 창출해내는 관계에 있어서 원인은 결과를 조건 지우는 전제, 토대라는 의미를 갖게 된다. 그것은 양적인 변화의 원인이 아니라 질적인 변화의 원인을 의미한다. 또한 변증법적 유물론에 의하면 인과적, 법칙적 인식의 객관성은 실험(일반적으로는 실천)에 의해서 검증될 수 있다. 결국 원인-결과의 관계는 객관적인 세계 속에 다양한 사물의 복잡한 상호관련의 한 작은 부분에 불과하다. 따라서 반드시 고정되어 있는 관계가 아니며 원인과 결과 자체가 언제든 뒤바뀔 수 있다. 변증법적 유물론에서는 원인-결과의 관계는 인간의 의식과는 독립하여 객관적으로 성립하고 있으며 인간의 실천으로 검증된다고 보았다. 철학사적으로 보면 고대 그리스의 데모크리토스 등 원자론자들이 맨 먼저 객관적 인과관계를 생각했다고 볼 수 있다.

### 관념론에서의 인과율
일반적으로 관념론은 원인-결과의 관계를 다분히 주관에 속하는 것이라고 생각하며, 개개인의 해석을 통한 초자연적인 힘의 작용으로부터 인과성을 이야기한다. 그러므로 현실의 모든 현상의 인과적 제약을 부정한다. 인간이 주체의 틀로 세계를 구성한다고 보는 것이다. 관념론자들은 과학에 있어서 현상의 발생 원인이나 현상이 원인을 갖고 있다거나와 같은 문제들을 중요시하지 않는다. 그들은 현상들 간의 의존관계만에 집중하며 인과성을 함수적인 성질로 이해한다. 현대의 많은 관념론 철학자들은 원인이라는 말을 철학 용어에서 제외해버리며, 인과율 자체를 함수적 법칙으로 생각한다. 예를 들어 그들은 현상 A와 B가 의존관계에 있다는 식으로 말하며, 즉 결과를 원인의 함수로 본다.

### 시대적 흐름과 사상가들로 본 인과율
- 6c 그리스

유물론의 관점에서 본 인과율이 자리잡기 시작한 때는 B.C. 약 6세기의 그리스에서였다. 고대 그리스의 철학자들은 자연물의 운동과 변화를 받아들여 자연발생적으로 변증법적 견해를 가지게 되었다. 그들은 무수한 자연물로 이루어진 세계에 있어서 근원적인 물질을 찾고자 했다. (주로 물이나 불이 주를 차지했다). 즉 그들은 근원적인 물질들의 변화에 따라 만물이 발생한다고 보았다. (탈레스, 헤라클레이토스). 이 견해는 자연에 있어서의 인과관계의 법칙을 받아들였고, 모든 사물의 근원을 '원자'라고 해석함으로써 형이상학적이고 원자론적인 유물론으로 이행하였다.
- 라플라스

고전역학적 개념에서, 라플라스적 혹은 기계론적 형태의 결정론은 거시적 대상의 외적, 역학적 혹은 기계적인 운동의 연구 위에 생겨났다. 라플라스가 이야기한 라플라스의 악마는 미래가 결정되어 있느냐 아니냐를 이야기할 때 가상의 존재로 상정되는 초월적 존재이다. 관련 이야기를 굳이 정의 내리자면, 임의의 한순간에 우주 전체의 상태를 완전히 알 수 있다면 우주의 과거부터 미래까지를 알 수 있다는 논리이다. 라플라스의 악마라는 개념은 양자역학의 개념이 등장하기 전까지 뉴튼의 물리학을 위시한 고전 역학에서 연역적인 궁극개념 즉 인과율의 종착점과 같은 개념이었다.
- 존 로크

경험론자였던 존 로크는 원인과 결과를 분명하게 알 때 우리가 대상의 분명한 관념을 가질 수 있다고 보았다. 그에 따르면 모든 관념은 대상에의 경험으로부터 생겨난다. 그러나 모든 관념이 직접적인 경험 없이는 만들어지지 않는다는 말은 아니다. 그렇기에 그는 관념을 바르게 갖는 것, 즉 대상을 정확하게 아는 것에 있어 원인과 결과의 관계의 이해를 필수적인 것으로 보았다. 이 생각은 과학적 확실성을 신뢰한 로크의 사상을 보여준다.
- 라이프니츠

라이프니츠는 존재하는 모든 것에 이유가 있으며 최고의 원인은 신이라고 말했다. 그는 생각하기 위해 우리가 기본적으로 타당하다고 인정해야 할 두 가지 원리를 모순율과 충족이유율이라고 보았다. 모순율이란, 어떤 주장이 모순을 가지고 있으면 이는 거짓이요, 모순과 반대되면 참된다는 주장이다. 충족이유율은 어떤 사실도 참이기 위해서는 반드시 그에 마땅한 이유를 가져야 한다는 주장이다. 이유율이라고도 부른다. 라이프니츠가 말하는 충족이유율의 원리는 모든 존재는 그것이 존재할 충분한 이유와 원인이 있어야 한다는 것이다. 이 이야기는 단순히 논리 뿐만이 아니라 실제적인 영역으로도 적용되어 살아 있는 모든 것들이 마땅히 살아 있는 원인을 가진다는 식으로 이야기된다. 세계는 유한한 존재들의 집합체이기에 수많은 어떤 것들의 존재는 세계가 존재함을 증명하며, 세계의 어떤 것도 없는 것에서 스스로를 만들어낼 수는 없다. 이러한 이유를 들어 라이프니츠는 현재 존재하는 세계는 그 이전에 순간에 존재했던 세계의 결과로서 존재한다고 말한다. 또한 현존하는 세계가 앞으로 올 세계의 원인이라고 보았다. 그는 한 걸음 더 나아가 세계의 존재를 만족하게 설명하기 위해서는 원인의 원인이 되는 최종적 존재가 있다고 말했는데, 그 존재를 바로 신이라고 보았다.
- 데이비드 흄

데이비드 흄 이전의 스콜라 철학자나 데카르트는 인과관계를 필연적인 것이라고 보았다. 이것은 기계론적 인과율의 담습이었다. 그러나 흄에 따르면 공간적으로 인접하며 시간적으로 연속하는 두 대상의 인상이 반복될 때, 우리가 이행의 인상을 받으며 이 이행의 인상에 대응하는 관념이 바로 인과 관념이다. 이 인상의 반복 속에서 두 대상을 함께 연상하는 습관이 생겨나고, 그 습관에 따라 미래에도 그러리라는 기대가 생기며 이 기대 속에서 주관적 신념이 생기고, 이 신념을 토대로 우리가 인과관념의 필연성을 믿게 된다는 것이다. 흄은 그렇기 때문에 인과관념이 필연적이지 않은 개연적 관념이라고 주장하였다. 언제나 맞아떨어진다는 기계론적 인과율을 적용시킬 수 없기 때문이다. 흄은 이렇게 인과적 연관의 객관성을 부정하였다. 그는 애초에 인과성이란 감각이나 관념 같은 계기적 혹은 습관적인 결합에 불과하며 이를 근거로 한 예견이 결합을 기대하게 하는 것이라고 보았다. 그는 인과개념에 있어서의 필연셩 개념의 문제를 부각시키고 이 필연성 개념의 분석을 통해 인과개념을 정의하려 시도하였다는 데에 의의가 있으며, 인과성 관념이 비경험적이라는 결론은 곧 그것의 근거가 확실하지 않다는 것을 지적했다는 데에도 마찬가지로 의의가 있다. 그에게 경험은 곧 지각이며, 원인-결과의 관계는 경험으로부터 직접 도출해 낼 수는 없고, 그것은 같은 방식의 경험을 반복하는 것에 의해 유사한 원인에서 유사한 결과를 기대하는 인간 심리의 소산이며, 주관적인 상상에 불과하다는 결론을 내렸다. 그래서 흄의 자연에 관한 인과적 지식은 필연적이며 보편타당한 지식, 즉 절대적인 지식이 되지 못한다. 그러나 흄 자신의 이러한 생각은 흄을 회의론에 빠지게 하였다. 이 모든 것이 단순히 경험에서 나온 것이라면, 가장 큰 예를 들어, 내일의 태양이 다시 뜰 거라는 사실 역시 인과율에 의해 확신되지 못하기 때문이다. 이러한 식으로 과학적 사실들이 모두 회의론적 시각에 내몰리게 된 것이다.
- 이마누엘 칸트

그러나 이마누엘 칸트는 흄의, 인과적 연관의 존재가 감각의 관습적 결합이라는 말을 부정함으로써 이러한 위기를 해소하였다. 그는 인과적 연관의 존재가 성격상 필연적이라고 보았다. 그러나 그것이 객관적 세계에 존재하는 것이 아닌 우리 자신의 세계 속에 존재한다고 보았다. 이는 칸트식 구성주의로 연결된다. 인과성 자체는 우리의 감각 속의 선험적이고 생득적인 범주라고 보았다. 인과율을 이성의 대상으로, 선천적인 것으로 만든 것이다. 인과율이 확실하게 된 이유는, 인과율이 이성적 시스템에 당연히 포함되어 있기에 인간의 사고방식이 인과율에 따른다는 이유 때문인 것이다. 원인과 결과의 인과율은 자연 현상을 올바로 파악하기 위한 보편적 방식이다. 여기서 인과법칙이 선천적이라 하는 것은 인과율은 경험을 초월하여, 경험에 앞선 것으로 경험을 통해서 알게 되는 것이 아니라 오히려 우리에게 경험이 일어날 수 있도록 만들어 주는 법칙이라는 의미이다.
- 18c 변증법적 결정론 및 프랑스 유물론자들

근대에 들어와 자연과학이 성립하는 과정에서, 갈릴레이나 케플러가 다시 인과율을 문제 삼았다. 18c 프랑스 유물론자들은 고전 역학에 영향을 받아 정해진 인과성을 자연과 사회에 상정하였고 기계적 결정론을 이야기하기 시작했다. 그들은 우주에 유일한 인과 연쇄만이 존재하며, 사회 현상도 그러한 역학적 원인에 따른 결과라고 본 것이다. 그러한 시각 속에서 모든 현상은 본질의 구별 없이 인과 연쇄에만 연결되어 모든 현상이 필연적이고, 우연은 존재하지 않다고 보았다.
마르크스주의 철학의 변증법적 결정론에서는 각각의 구체적인 원인-결과의 관계는 결코 독립적으로 완결된 체계를 이루고 있는 것이 아니라 서로 연쇄되어 있고 객관적 세계의 여러 가지 사물ㆍ현상의 보편적이고 복잡한 상호 관련의 하나의 작은 부분에 불과하다고 본다. 인과성이란, 그러한 상호관련의 한 측면을 반영하는 것에 불과한 것이다. 그 때문에 이 입장에서는 객관적 우연이 인정된다. 기계적 결정론의 인과관이 숙명론에 빠지게 되는 것에 비해 여기에서는 개인의 주체적 행동이 실천하는 역할을 충분히 평가할 수 있다는 의의가 존재한다.
- 양자역학

19세기까지의 고전 물리학에 의하면 모든 자연현상은 기계론으로 설명할 수 있었다. 이러한 생각을 바탕으로 인과율 역시 마찬가지로 나름의 절대성을 갖고 있었다. 그러나 그때까지 절대적이라고 생각했던 인과법칙에 이의가 제기되었다. 그것은 바로 양자론적 사고, 즉 불확정성 원리였다.양자역학에서는 하이젠베르크의 불확정성 원리가 보여 주는 것처럼, 입자의 위치 및 속도(운동량)의 시간ㆍ공간적 기술이 불가능한 단계가 오게 되었다. 특히나 미시적 세계에 관해서는 엄밀한 의미에서 흔히 알고 있던 인과율이 성립하지 않는다고 인정되어 확률의 개념이 중시되기 시작했다. 이를 통해 이때까지 보편타당하다고 여겨졌던 인과율의 개념은 흔들리기 시작했다. 원자의 위치와 운동량을 정확하게 아는 것은 원리적으로 불가능하다는 것이 인정되었으며, 원자의 운동은 확률적으로 움직이기에, 라플라스의 악마마저도 미래를 완전히 계산하는 것은 불가능하다고 보게 되었다.

## 참고 문헌
- 편집부 《철학의 기초이론1》 도서출판 두레
- 박해용, 심옥숙 《철학 용어 용례 사전》돌기둥 출판사
- 후지사와 고노스케, 《철학의 즐거움 (황홀한 논쟁, 유쾌한 논리)》 휘닉스